# Hans Böck (Journalist)
Hans Böck (* 31. Dezember 1951 in Baden) ist ein österreichischer Journalist.

## Leben
Johann (Hans) Böck ist gelernter Schriftsetzer. Als 19-Jähriger gewann er den Redewettbewerb der „LIGA DER VEREINTEN NATIONEN“. Von 1972 bis 1987 war er bei den Niederösterreichischen Nachrichten in der Wirtschaftsredaktion und zuletzt als Marketingleiter tätig. Ab der Gründung des Fernsehmagazins Tele im Jahre 1988 bis 2005 fungierte Böck als Geschäftsführer.
Seit 1996 ist Böck auch Herausgeber mehrerer Zitate-CD-Roms, die Gastgeschenk der österreichischen Bundesregierung beim Europäischen Rat, der Ski-WM und beim Wiener Opernball waren, sowie mehrerer Internetseiten wie zitate.eu, Brand-History.com. Seit April 2025 ist Johann Böck als Geschäftsführer der 123PB GmbH und der Fun and Action Outdoor Consulting GmbH tätig.

## Namensstreit um "ÖSTERREICH"
2006, nach der Markteinführung der Tageszeitung ÖSTERREICH, brachte Böck am 10. Oktober 2006 beim Österreichischen Patentamt einen Löschungsantrag gegen diesen Zeitungsnamen ein. Das Verfahren ging durch alle Instanzen. Vom Verfassungsgerichtshof als Letztinstanz wurde die Beschwerde abgewiesen, obwohl es weltweit kein Medium gibt, das den Namen eines Landes im Titel trägt.